# Hôtel d'Aligre (París)
El Hôtel d'Aligre (o d'Imbercourt) es una mansión privada ubicada en el 15 de la rue de l'Université y el 17-19, rue de Verneuil, en el 7 distrito de París, Francia. 
Está catalogado como monumento histórico desde el 26 de noviembre de 1996 (28 años).

## Historia
La Revue des deux Mondes tuvo su sede aquí de 1883 a 1988. Louis Landouzy, Charles Richet, Charles Richet (hijo) y Gabriel Richet vivieron aquí.